# Peter Roth (Mathematiker)
Peter Roth († April 1617) war ein Rechenmeister (Cossist) in Nürnberg.

## Leben
Peter Roth war der Sohn von Heinrich Roth. Von diesem ist bekannt, dass er 1590 wegen Aufsässigkeit gegenüber dem Rat im Gefängnis saß, dann aber bereute und sich entschuldigte.
Über Peter Roth ist wenig bekannt. Er heiratete am 17. Juli 1603 Maria Magdalena Herold, Tochter eines Büchsengießers, und wurde am 25. April 1617 in Nürnberg beerdigt.
Von Roth ist eine Handschrift von 1599 an der Columbia University erhalten, in der die Lösungen (ab Kapitel fünf) des ersten deutschen Algebra-Buchs (Coss) von Christoph Rudolff in der Ausgabe von Michael Stifel von 1554 enthalten sind.
In seiner Arithmetica Philosophica stellte er die Vermutung auf, dass Polynome n-ten Grades höchstens n Wurzeln haben. Er stellte die Lösung kubischer Gleichungen nach Gerolamo Cardano dar und behandelte Summen von Pyramidenzahlen und Polygonalzahlen nach Johannes Faulhaber (und meinte die Regeln dafür unabhängig von Faulhaber gefunden zu haben). Es enthielt im zweiten Teil alle Lösungswege zu den 160 Aufgaben in Faulhabers Arithmetischer Cubicossischer Lustgarten (1604), die dieser eigentlich als Werbeschrift für seine Künste als Rechenmeister verfasst hatte (der Titel spielt darauf an, dass er auch die Methoden zur Lösung kubischer Gleichungen von Cardano beherrschte), so dass die Veröffentlichung von Roth, von deren Vorbereitung er ab 1605 wusste, ihn tief verärgerte. Als Rechenmeister, der von der Lehre seiner Künste lebte, war Faulhaber nicht an der Publikation von Lösungsformeln oder möglichst einfacher Darstellung interessiert (er hatte in seinem Buch 1604 nur die Lösungen angegeben, nicht den Weg). Roth stellte im dritten Teil seines Buches seinerseits neue Aufgaben als Herausforderung besonders an Faulhaber (der sie auch später löste). Sie führen auf Gleichungen vierten bis siebten Grades. Roth war von der Lösbarkeit der Gleichungen von viertem und höherem Grad in Radikalen überzeugt.
Sein Buch beeinflusste das Geometrie-Buch von René Descartes (1637) und dessen Arbeiten zur Zerlegung von Polynomen. Es steigerte Roths Ansehen auch im europäischen Ausland. 1626 berichtete Faulhaber, dass er von vielen als gelehrtester Arithmeticum Europae gehalten würde. Nach Faulhaber war Nicolaus Petri der erste, der Methoden zur Zerlegung von Polynomen entwickelte, was Roth weiterentwickelte.
Der Mathematikprofessor in Altdorf Daniel Schwenter (1585–1636) lobte Roth für die Konstruktion lateinischer Quadrate (Mathematische Erquickstunden 1636). Es scheint unveröffentlichte Manuskripte von Roth zur Geometrie gegeben zu haben.
Ein 1619 in Nürnberg (neben Sebastian Kurtz (1576–1659)) erwähnter Rechenmeister Paul Roth (gestorben 1628) war wahrscheinlich sein Sohn.

## Schriften
- Arithmetica philosophica, oder schöne newe wolgegründte überauss künstliche Rechnung der Coss oder Algebrae, Nürnberg: Johann Lantzenberger 1608, Digitalisat, ETH-Bibliothek